# Europees kampioenschap hockey mannen 2011
De 13e editie van het Europees kampioenschap hockey voor mannen (2011) werd van 20 tot en met 28 augustus 2011 gehouden in het Duitse Mönchengladbach. Het thuisland werd voor de zevende keer kampioen. De top 3 plaatste zich tevens voor Olympische Spelen in 2012. Aan het toernooi deden de beste zes landen van het vorige EK mee en de nummers één en twee van het vorige EK voor B-landen.
Tegelijkertijd werd het Europees kampioenschap voor vrouwen gehouden.

## Gekwalificeerde teams
- België
- Duitsland (gastland)
- Engeland (titelhouder)
- Frankrijk
- Ierland (winnaar EK B-landen 2009)
- Nederland
- Rusland (nummer 2 EK B-landen 2009)
- Spanje

## Groepsfase
De nummers 1 en 2 van elke groep plaatsten zich voor de halve finale. De overige landen speelden in de verliezersgroep om degradatie te voorkomen.

### Groep A
| Team      | P | W | GL | V | DS  | DV | DT |
| --------- | - | - | -- | - | --- | -- | -- |
| Duitsland | 9 | 3 | 0  | 0 | +11 | 13 | 2  |
| België    | 6 | 2 | 0  | 1 | +5  | 11 | 6  |
| Spanje    | 3 | 1 | 0  | 2 | +2  | 8  | 6  |
| Rusland   | 0 | 0 | 0  | 3 | −18 | 1  | 19 |

| 20 augustus 2011 16:00 |       |        |  |
| Duitsland              | 3 – 1 | België |  |
|                        |       |        |  |

| 20 augustus 2011 20:00 |       |         |  |
| Spanje                 | 5 – 0 | Rusland |  |
|                        |       |         |  |

| 22 augustus 2011 16:00 |       |         |  |
| België                 | 7 – 1 | Rusland |  |
|                        |       |         |  |

| 22 augustus 2011 18:00 |       |           |  |
| Spanje                 | 1 – 3 | Duitsland |  |
|                        |       |           |  |

| 24 augustus 2011 18:00 |       |         |  |
| Duitsland              | 7 – 0 | Rusland |  |
|                        |       |         |  |

| 24 augustus 2011 20:00 |       |        |  |
| België                 | 3 – 2 | Spanje |  |
|                        |       |        |  |

### Groep B
| Team      | P | W | GL | V | DS  | DV | DT |
| --------- | - | - | -- | - | --- | -- | -- |
| Nederland | 9 | 3 | 0  | 0 | +11 | 19 | 8  |
| Engeland  | 6 | 2 | 0  | 1 | +8  | 15 | 7  |
| Ierland   | 3 | 1 | 0  | 2 | −3  | 8  | 11 |
| Frankrijk | 0 | 0 | 0  | 3 | −16 | 2  | 18 |

| 21 augustus 2011 10:00 |       |         |  |
| Engeland               | 4 – 2 | Ierland |  |
|                        |       |         |  |

| 21 augustus 2011 14:00 |       |           |  |
| Nederland              | 8 – 1 | Frankrijk |  |
|                        |       |           |  |

| 22 augustus 2011 14:00 |       |         |  |
| Frankrijk              | 0 – 2 | Ierland |  |
|                        |       |         |  |

| 22 augustus 2011 20:00 |       |           |  |
| Engeland               | 3 – 4 | Nederland |  |
|                        |       |           |  |

| 24 augustus 2011 13:00 |       |          |  |
| Frankrijk              | 1 – 8 | Engeland |  |
|                        |       |          |  |

| 24 augustus 2011 15:00 |       |         |  |
| Nederland              | 7 – 4 | Ierland |  |
|                        |       |         |  |

## Plaats 5 t/m 8
De nummers 3 en 4 van beide groepen speelden in een nieuwe groep om de plaatsen 5 t/m 8. Het resultaat tegen het andere team uit dezelfde groep werd meegenomen. De nummers 7 en 8 degradeerden naar de B-groep.
| Team      | P | W | GL | V | DS | DV | DT |
| --------- | - | - | -- | - | -- | -- | -- |
| Ierland   | 9 | 3 | 0  | 0 | +9 | 13 | 4  |
| Spanje    | 6 | 2 | 0  | 1 | +5 | 9  | 4  |
| Rusland   | 3 | 1 | 0  | 2 | −8 | 7  | 15 |
| Frankrijk | 0 | 0 | 0  | 3 | −6 | 3  | 9  |

| 26 augustus 2011 14:00 |       |         |  |
| Rusland                | 2 – 8 | Ierland |  |
|                        |       |         |  |

| 26 augustus 2011 16:00 |       |           |  |
| Spanje                 | 2 – 1 | Frankrijk |  |
|                        |       |           |  |

| 28 augustus 2011 08:30 |       |           |  |
| Rusland                | 5 – 2 | Frankrijk |  |
|                        |       |           |  |

| 28 augustus 2011 10:30 |       |         |  |
| Spanje                 | 2 – 3 | Ierland |  |
|                        |       |         |  |

## Plaats 1 t/m 4

### Halve finale
| 26 augustus 2011 18:30 |       |           |  |
| België                 | 2 – 4 | Nederland |  |
|                        |       |           |  |

| 26 augustus 2011 21:00 |       |          |  |
| Duitsland              | 3 – 0 | Engeland |  |
|                        |       |          |  |

### Wedstrijd voor 3e plaats
| 28 augustus 2011 13:00 |            |          |  |
| België                 | 1 – 2 (nv) | Engeland |  |
|                        |            |          |  |

### Finale
| 28 augustus 2011 15:30                    |       |                                                                           |  |
| Nederland                                 | 2 – 4 | Duitsland                                                                 |  |
| 19' Roderick Weusthof 53' Teun de Nooijer |       | 1' Christopher Zeller 32' Moritz Fürste 42' Florian Fuchs 68' Oliver Korn |  |

| Europees kampioen 2011  |
| ----------------------- |
|                         |
| Duitsland Zevende titel |

## Eindrangschikking
| Rang   | Land      |
| ------ | --------- |
| Goud   | Duitsland |
| Zilver | Nederland |
| Brons  | Engeland  |
| 4      | België    |
| 5      | Ierland   |
| 6      | Spanje    |
| 7      | Rusland   |
| 8      | Frankrijk |

Duitsland, Nederland en België plaatsten zich voor de Olympische Zomerspelen 2012. Normaal kwalificeerden de eerste drie zich, maar omdat Groot-Brittannië als gastland van de Spelen al geplaatst was, kon Engeland zich niet ook nog eens apart kwalificeren. Omdat Engeland zich voor de halve finale plaatste, waren de overige halvefinalisten direct verzekerd van een ticket voor de Spelen.
Rusland en Frankrijk degradeerden naar de B-divisie.
1970 · 1974 · 1978 · 1983 · 1987 · 1991 · 1995 · 1999 · 2003 · 2005 · 2007 · 2009 · 2011 · 2013 · 2015 · 2017 · 2019 · 2021 · 2023